# Hedénska gården
Hedénska gården utgörs av två byggnader i kvarteret Kronan vid Stora Torget 2–4/Kungsgatan 17/Norra Strömgatan 22 i Alingsås. Byggnaderna, som uppfördes i början av 1800-talet och byggdes ihop år 1932, är byggnadsminne sedan den 31 januari 1983.

## Historia
Det nuvarande kvarteret Kronan utgjordes under 1600-talet och 1700-talets första årtionden av två långsträckta kvartersbildningar med vardera fem genomgående tomter avdelade av en gata mellan torget och Östra Ringgatan. Flertalet av tomterna var bebyggda, medan ett par nyttjades för odling av jordfrukter. 1749 års brand innebar att den norra hälften av kvarteret, utmed nuvarande Kungsgatan, avbrändes. Kvarterets omläggning till den nuvarande utsträckningen återges i J. Forsells stadsplaneförslag från 1761. Av Th. Wästfeldts planförslag från 1876 framgår att tomtindelning och bebyggelsestruktur i stort överensstämmer med befintliga förhållanden. I Alingsås, med sin hantverks- och köpstadskaraktär, kan den sociala strukturen avläsas i bebyggelsen och dess lokalisering i förhållande till torget och huvudgatan.
Hedénska längan utgör idag en sammanhängande kvarterssida, men bestod ursprungligen av två separata timrade tvåvåningshus, uppförda under 1800-talets förra hälft. Den sammanbindande mittdelen, som är väl anpassad till den äldre empirearkitekturen, ritades 1932 av arkitekten Sigfrid Ericson. Husen är locklistpanelade och gulmålade. De båda äldre gathusen är försedda med frontespiser, medan mittpartiet är prytt med pilastrar. Knutlådor, foder och lister är vitmålade.
Den slutna planen är typisk för handelsgården och det är möjligt att avläsa förändringar i handelns struktur. I äldre tid riktade sig handeln i huvudsak mot landsbygdsbefolkningen och försiggick på den rymliga innergården. När stadsborna vid 1800-talets slut blev de viktigaste köparna, togs skyltfönstren mot gatan upp.

## Beskrivning
Kvarterets trähusbebyggelse inramar Stora Torgets östra del. Byggnaderna vänder sig mot torget med representativa fasader med pilastrar, tandsnittsfriser och frontespiser. Eftersom bottenvåningen inrymmer flera olika butiker präglar skyltarna en stor del av fasaduttrycket. Gårdsfasaderna är enkla utan någon direkt utsmyckning. Gårdsytan mellan bostadshusen och ekonomilängan är satt med gatsten. Byggnaderna är uppförda under 1800-talets förra hälft i tidstypisk panelarkitektur med empiretidens formspråk och med en yttre planläggning och funktionsdelning, som är karaktäristisk för handelsgården. Byggnaderna har gulmålade träfasader med vita snickeridetaljer och utsmyckningar. På takfallen mot gården finns takfönster. Gårdsfasaden i miljöns norra del är ombyggd och har flera olika fönstertyper.